# Yphthimoides renata
Espèce
Yphthimoides renata est une  espèce de papillons de la famille des Nymphalidae et de la sous-famille des Satyrinae et du genre Yphthimoides.

## Dénomination
Yphthimoides renata a été décrit par Caspar Stoll en 1780 sous le nom initial de Papilio renata.
Synonymes : Neonympha peloria C. & R. Felder, 1867; Euptychia disaffecta Butler & Druce, 1874; Euptychia urbana Butler, 1877; Euptychia f. remissa Weymer, 1911; Cissia renata.

### Nom vernaculaire
Yphthimoides renata se nomme Renata Satyr en anglais

## Description
Yphthimoides renata est un papillon au dessus marron avec un ocelle noir, doublement pupillé de blanc, cerné de clair, à l'aile postérieure près de l'angle anal. Le revers marron est marron marbré de clair avec, à l'aile postérieure, une ligne submarginale d'ocelles..

## Biologie

### Plantes hôtes
Les plantes hôtes de sa chenille sont des graminées.

## Écologie et distribution
Yphthimoides renata est présent au Mexique, au Guatemala, au Costa Rica, à Panama, en Colombie, au Venezuela, en Équateur, au Surinam et en Guyane,,.

### Protection
Pas de statut de protection particulier